# Геопоника
«Геопоника» (греч. Γεωπονικά) — византийская сельскохозяйственная энциклопедия X века, вероятно, представляющая собой выписки из несохранившегося сочинения Кассиана Басса Схоластика (VI век). Его труд, в свою очередь, в значительной степени являлся компиляцией выдержек из работ более ранних агрономических писателей (известных под собирательным названием «геопоники»), прежде всего, «Собрания земледельческих занятий» Виндания Анатолия из Берита и «Георгик» Дидима из Александрии.
Написанный на греческом языке, трактат состоит из 20 книг, содержащих многочисленные указания о выращивании растений, разведении животных, рыболовстве. Затронуты темы, связанные с погодой, организацией и управлением хозяйством, борьбой с вредителями. Включён календарь сельскохозяйственных работ.

## Авторство и время создания

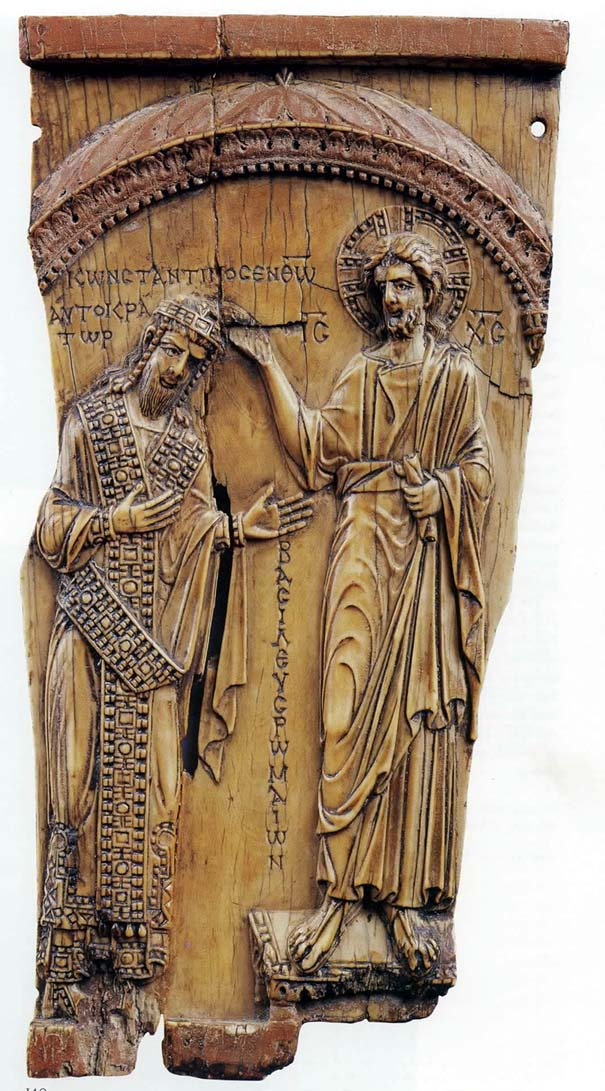
Аллегорическая коронация Константина VII, которому посвящено введение. Барельеф из слоновой кости, конец X века

Авторство «Геопоники» точно не определено. Как правило, приписывается Кассиану Бассу на основании посвящения в начале книг 7—9, в которых автор обращается к своему сыну Бассу. Кроме того, имя Кассиана Басса в качестве автора «Геопоники» указано в одном из кодексов (Marcianus 524) этого трактата.
Сомнения в авторстве Кассиана вызывает то, что в двух главах книги 5 он упоминается как автор, у которого был взят текст. По мнению советского историка Византии Елены Липшиц «Геопонику» следует рассматривать как анонимное произведение, по той причине, что сам составитель указывает, что его труд — не оригинальное произведение, а компиляция.
О самом Кассиане Бассе не известно ничего сверх того, что можно узнать из «Геопоники», так как ни один другой сохранившийся текст его не упоминает.
Проблемы создаёт также определение времени возникновения «Геопоники». В сохранившихся кодексах во введении содержится посвятительное письмо, прославляющее императора Константина VII (которому в изданиях XVI и XVII веков приписывалось авторство этого трактата), что может указывать на период правления этого правителя, то есть X век. Однако Кассиан Басс носит ещё типично римское имя, а его прозвище (Схоластик) перестало использоваться в Византии в IX веке. Кроме того, из текста трактата следует, что его автор жил недалеко от города Маратонима, который — по данным сохранившихся источников — существовал с IV по VI века и, вероятно, находился в Вифинии. Поэтому «Геопоника», предположительно, возникла в VI веке, в период поздней античности. Впоследствии, на протяжении более трёх веков, произведение было забыто, так как не упоминается ни одним автором. Вероятно, оно оставалось в одной из константинопольских библиотек, где его обнаружили в середине X века и вновь популяризовали, после добавления посвящения-панегирика императору (по всей видимости, заменявшего исходное посвящение сыну автора), а также незначительного редактирования. Предположительно, произошло это около 950 года, в конце царствования Константина VII.

## Содержание

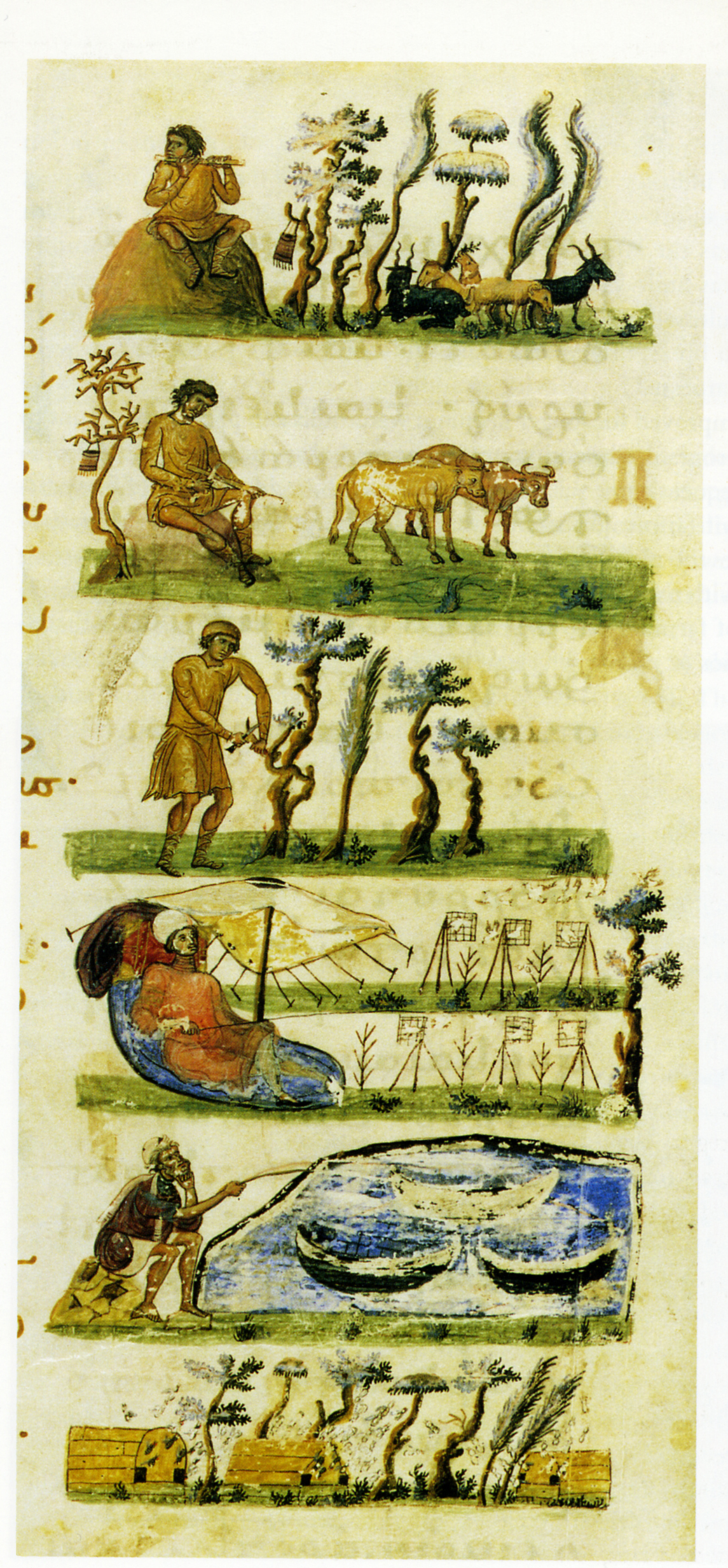
Весенние занятия в деревне. Византийская иллюстрация к проповедям Григория Богослова, XI век

«Геопоника» состоит из 20 книг, разбитых на главы (которых в общей сложности 621). Книги имеют различный объём и количество глав. Каждая книга начинается кратким введением, описывающим её тематику и содержащим перечень разделов. Очевидно, автор стремился дать как можно более полную картину разнообразных отраслей сельского хозяйства — хлебопашества, виноградарства, оливководства, садоводства, огородничества, птицеводства, пчеловодства, животноводства, рыболовства и прочего.
Добавленное в X веке введение, написанное высоким и полным риторических фигур стилем, восхваляет добродетели и дела Константина VII. Также оно затрагивает тему Геопоник, подчеркивая заботу правителя о крестьянах. Предположительно, это император приказал собрать сведения и наставления из произведений древних агрономических писателей в одно целое, результатом чего является эта работа.
Первая книга посвящена временам года, а также влиянию погоды и фаз луны на урожай. Лунный цикл связывали с женским элементом, а значит, с плодородием и урожаем; таким образом, по убеждениям того времени, он имел значительное влияние на урожай. В книге заметно влияние астрологической традиции Востока и народных поверий (так, в целях предотвращения градобития и ударов молнии надо было закопать в середине поля шкуру бегемота), но также представлены и результаты первых подлинно научных наблюдений.
Во второй книге рассматриваются вопросы, связанные с основным для экономики того времени выращиванием зерновых, а также бобовых. Кроме того, в ней содержатся наставления об организации и ведении хозяйства. Книга организована по образцу более ранней агрономической литературы; в ней последовательно рассматриваются: портрет идеального землевладельца, организация труда в хозяйстве, выбор места для него (включая тему водоснабжения), его строительство, стадии производства зерна (от выбора семян до хранения зерна), выращивание зернобобовых культур, уничтожение сорняков, вопросы, связанные с ведением хозяйства (в том числе качества, которыми должен обладать управляющий), разделение и нормы труда, а также вопросы здоровья и потребностей сельскохозяйственных рабочих.
Третья книга — это календарь сельскохозяйственных работ с разбивкой по месяцам.

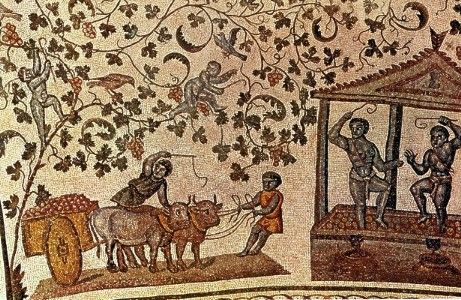
Сбор и выжимание винограда. Мозаика из Мавзолея Констанции в Риме, IV век

Книги с четвёртой по восьмую содержат указания о выращивании винограда и производстве вина. Виноград был растением, наиболее значимым для культуры и экономики греко-римской цивилизации, поэтому неудивительно, что ему посвящена более чем 1/4 часть трактата, в которой даётся обзор всей античной традиции на эту тему. Четвёртая книга посвящена сортам винограда, пятая — о подходящей для выращивания почве, о посадке и обрезке, а также о болезнях винограда, шестая — о сборе винограда и хранении виноградного сусла. Следующие две книги, седьмая и восьмая, посвящены видам вин (в том числе винам целебным) и способам их хранения.
Девятая книга посвящена другому существенному для античной культуры растению — оливковому дереву — и производству оливкового масла, что свидетельствует о высоком уровне знаний на эту тему.
Десятая и одиннадцатая книга посвящены саду (hortus), который в античной традиции был местом выращивания фруктовых деревьев и декоративных растений. В первой из них содержатся темы, связанные с садоводством, видами деревьев и их выращиванием. Рассмотренные виды — это в основном растения Азии и Африки, мало популярные или не культивируемые в Греции и Риме; много внимания уделено финиковой пальме, мастиковому дереву и цитрону. В следующей книге описаны декоративные растения, которые могут использоваться для плетения гирлянд и венков, цветы (роза, лилия, нарцисс, фиалка), растения и приправы, которые применяются на кухне (лавр, мирт, розмарин, майоран). При описании отдельных растений приведены связанные с ними мифы.
В двенадцатой книге содержатся сведения об овощных растениях, в основном тех, которые выращивали в окрестностях Константинополя. Многие из названий не встречаются ни в каких других сохранившихся рукописях, вероятно, они использовались только локально.
Тринадцатая книга — это советы о сдерживании вредителей (насекомых и грызунов) и борьбе с ними. Многие из них имеют магический характер.

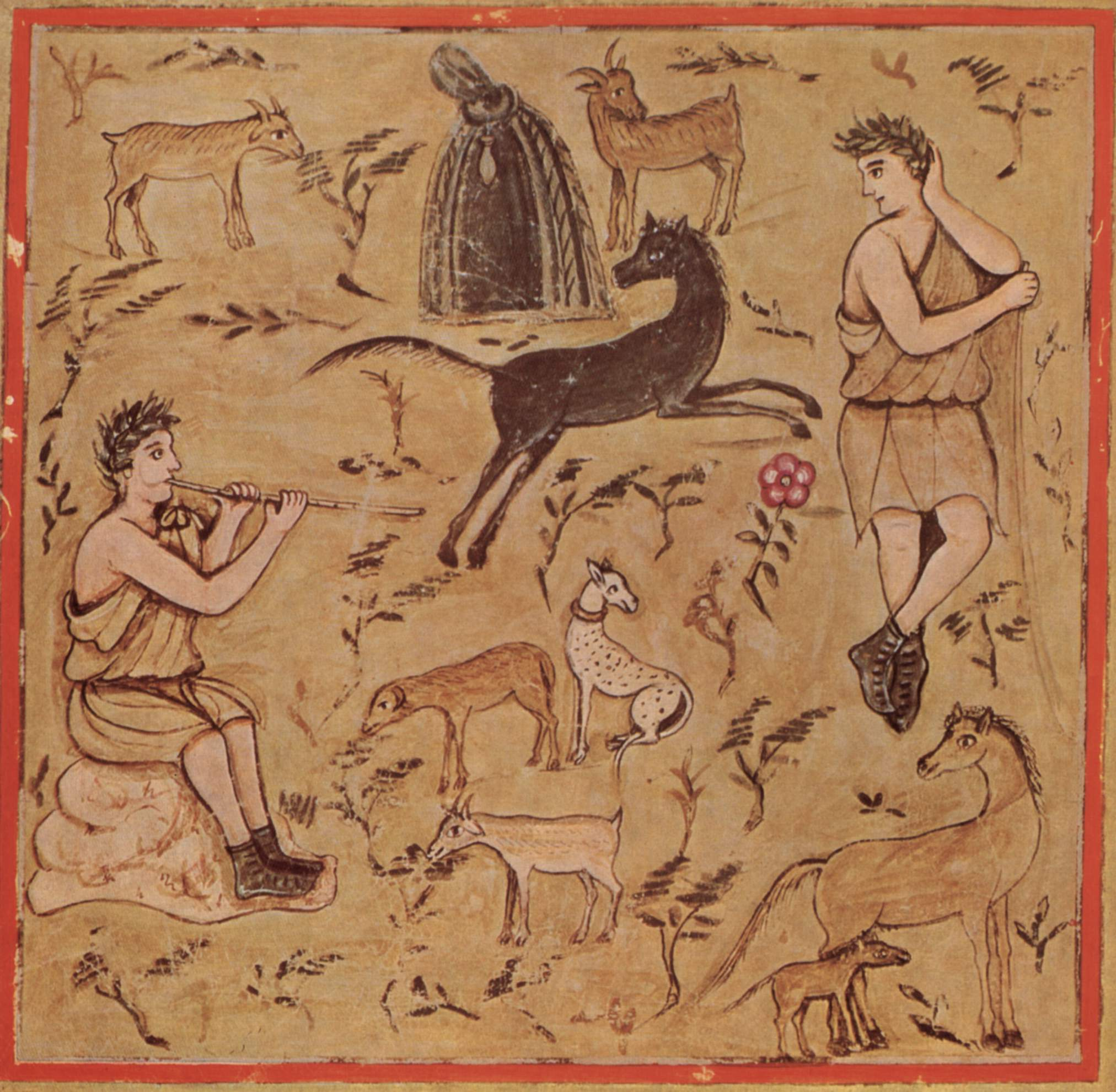
Пастухи и их стада. Иллюстрация к «Георгикам» Вергилия, V век

С четырнадцатой книги начинаются темы, связанные с разведением животных. Она посвящена домашним птицам, в том числе голубям и павлинам, а также диким птицам, на которых охотились.
Пятнадцатая книга рассматривает в основном пчеловодство, хотя и начинается с длинного раздела магическо-символического характера о симпатиях и антипатиях между животными, растениями и минералами.
Следующие книги содержат указания о разведении крупных животных, в том числе указания о ветеринарии — как рациональные, основанные на наблюдении и опыте, так и имеющие характер магическо-народных методов лечения. Тема шестнадцатой книги — прежде всего, лошади (не использовавшиеся тогда ни для сельскохозяйственных работ, ни в упряжках), две главы посвящены ослам и верблюдам. Тема семнадцатой книги — крупный рогатый скот, то есть коровы и используемые в качестве уличных и вьючных животных волы; восемнадцатой — овцы и козы: первые рассматриваются в основном как источник шерсти, второе — как молочные животные. Эта книга также содержит главу о производстве сыра. В книге под номером девятнадцать содержится информация о собаках (пастушьих и сторожевых) и о свиньях, а также о хранении мяса. В двух коротких главах говорится о зайцах и оленях.
Последняя, двадцатая книга посвящена рыбной промышленности. В первой, довольно короткой части приведены общие сведения о рыбах, в том числе об устройстве суставов, затем следует ряд рецептов приманок. Последняя глава посвящена производству гарума, очень популярного в древнем Риме рыбного соуса. Это наиболее точно сохранившийся рецепт этого соуса.